# Rondibilis lateralis
Rondibilis lateralis là một loài bọ cánh cứng trong họ Cerambycidae.